# Roullens
Roullens  est une commune française située dans le nord-ouest du département de l'Aude en région Occitanie.
Sur le plan historique et culturel, la commune fait partie du Carcassès, un pays centré sur la ville de Carcassonne, entre les prémices du Massif central et les contreforts pyrénéens. Exposée à un climat méditerranéen, elle est drainée par le ruisseau de la Caune et par divers autres petits cours d'eau. La commune possède un patrimoine naturel remarquable : un site Natura 2000 (le « massif de la Malepère ») et une zone naturelle d'intérêt écologique, faunistique et floristique.
Roullens est une commune rurale qui compte 581 habitants en 2022, après avoir connu une forte hausse de la population depuis 1975. Elle fait partie de l'aire d'attraction de Carcassonne. Ses habitants sont appelés les Roullensois ou  Roullensoises.

## Géographie
Commune de l'aire urbaine de Carcassonne située à 8 kilomètres au sud-ouest de Carcassonne.

### Communes limitrophes
Les communes limitrophes sont  Alairac, Carcassonne, Couffoulens, Lavalette, Montclar et Preixan.
|          | Lavalette | Carcassonne |
| Alairac  | Roullens  | Couffoulens |
| Montclar | Preixan   |             |

### Hydrographie
La commune est dans la région hydrographique « Côtiers méditerranéens », au sein du bassin hydrographique Rhône-Méditerranée-Corse. Elle est drainée par le ruisseau de la Caune, le ruisseau de Malric, le ruisseau de Saint-Pierre, le ruisseau des Pontils, le ruisseau des Pountils, le ruisseau de Taure et le ruisseau Saint-Thomas, qui constituent un réseau hydrographique de 13 km de longueur totale,.

### Climat
Pour des articles plus généraux, voir Climat de l'Occitanie et Climat de l'Aude.
En 2010, le climat de la commune est de type climat méditerranéen altéré, selon une étude s'appuyant sur une série de données couvrant la période 1971-2000. En 2020, Météo-France publie une typologie des climats de la France métropolitaine dans laquelle la commune est exposée à un climat océanique altéré et est dans la région climatique Aquitaine, Gascogne, caractérisée par une pluviométrie abondante au printemps, modérée en automne, un faible ensoleillement au printemps, un été chaud (19,5 °C), des vents faibles, des brouillards fréquents en automne et en hiver et des orages fréquents en été (15 à 20 jours).
Pour la période 1971-2000, la température annuelle moyenne est de 13,4 °C, avec une amplitude thermique annuelle de 15,7 °C. Le cumul annuel moyen de précipitations est de 696 mm, avec 9,8 jours de précipitations en janvier et 5 jours en juillet. Pour la période 1991-2020, la température moyenne annuelle observée sur la station météorologique la plus proche, située sur la commune de Carcassonne à 8 km à vol d'oiseau, est de 14,4 °C et le cumul annuel moyen de précipitations est de 665,0 mm,. Pour l'avenir, les paramètres climatiques de la commune estimés pour 2050 selon différents scénarios d'émission de gaz à effet de serre sont consultables sur un site dédié publié par Météo-France en novembre 2022.

### Milieux naturels et biodiversité

#### Réseau Natura 2000

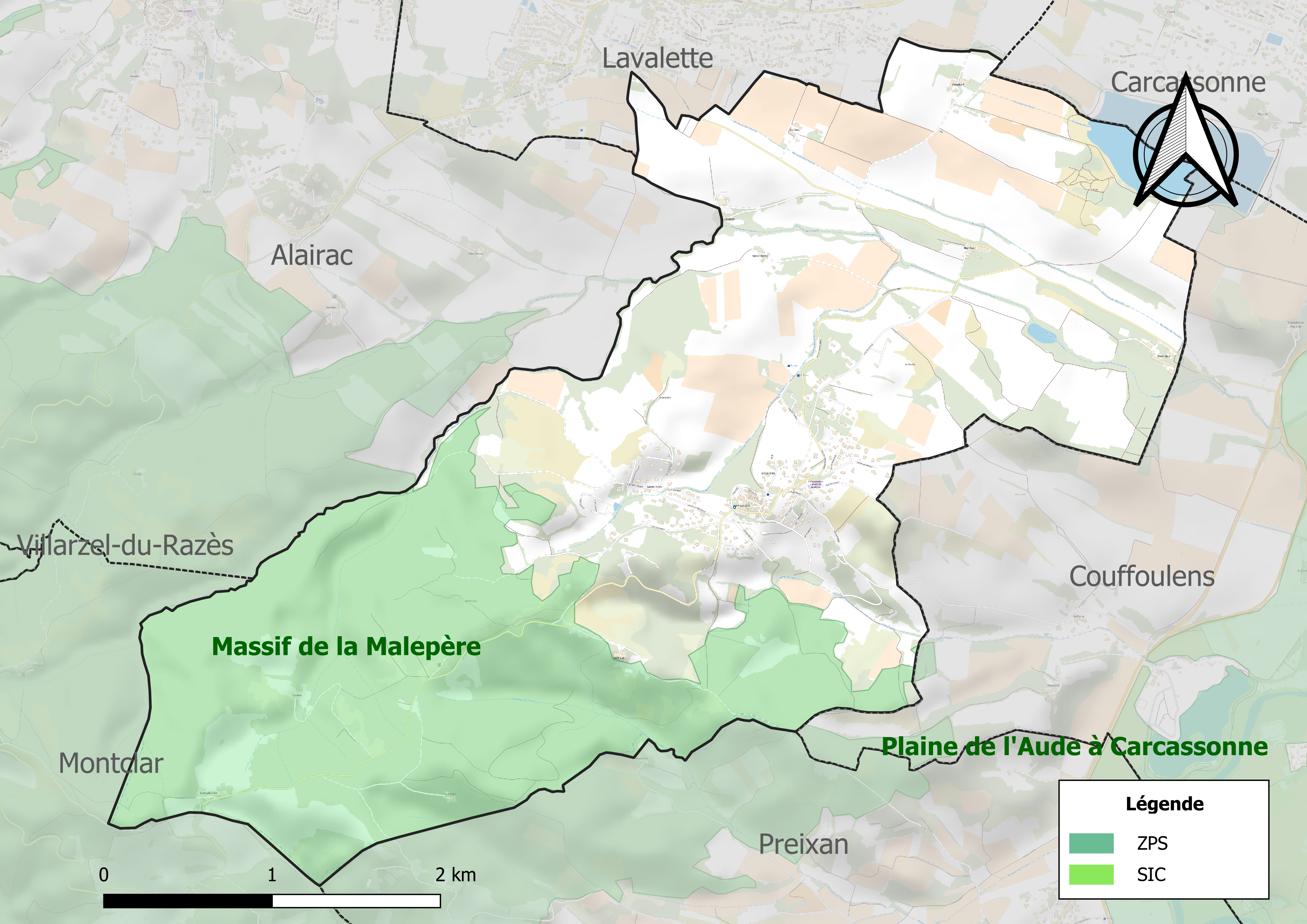
Site Natura 2000 sur le territoire communal.

Le réseau Natura 2000 est un réseau écologique européen de sites naturels d'intérêt écologique élaboré à partir des directives habitats et oiseaux, constitué de zones spéciales de conservation (ZSC) et de zones de protection spéciale (ZPS).
Un site Natura 2000 a été défini sur la commune au titre de la directive habitats : le « massif de la Malepère », d'une superficie de 6 158 ha, un site boisé présentant un intérêt biogéographique vu sa position intermédiaire sous les influences des climats méditerranéen et atlantique. De nombreuses espèces sont en limite d'aire. Il s'agit d'un site important pour des chauves-souris d'intérêt communautaire avec six espèces présentes : le Grand Rhinolophe, le Petit Rhinolophe, le Murin à oreilles échancrées, le Rhinolophe euryale, le Minioptère de Schreibers et la Barbastelle.

#### Zones naturelles d'intérêt écologique, faunistique et floristique

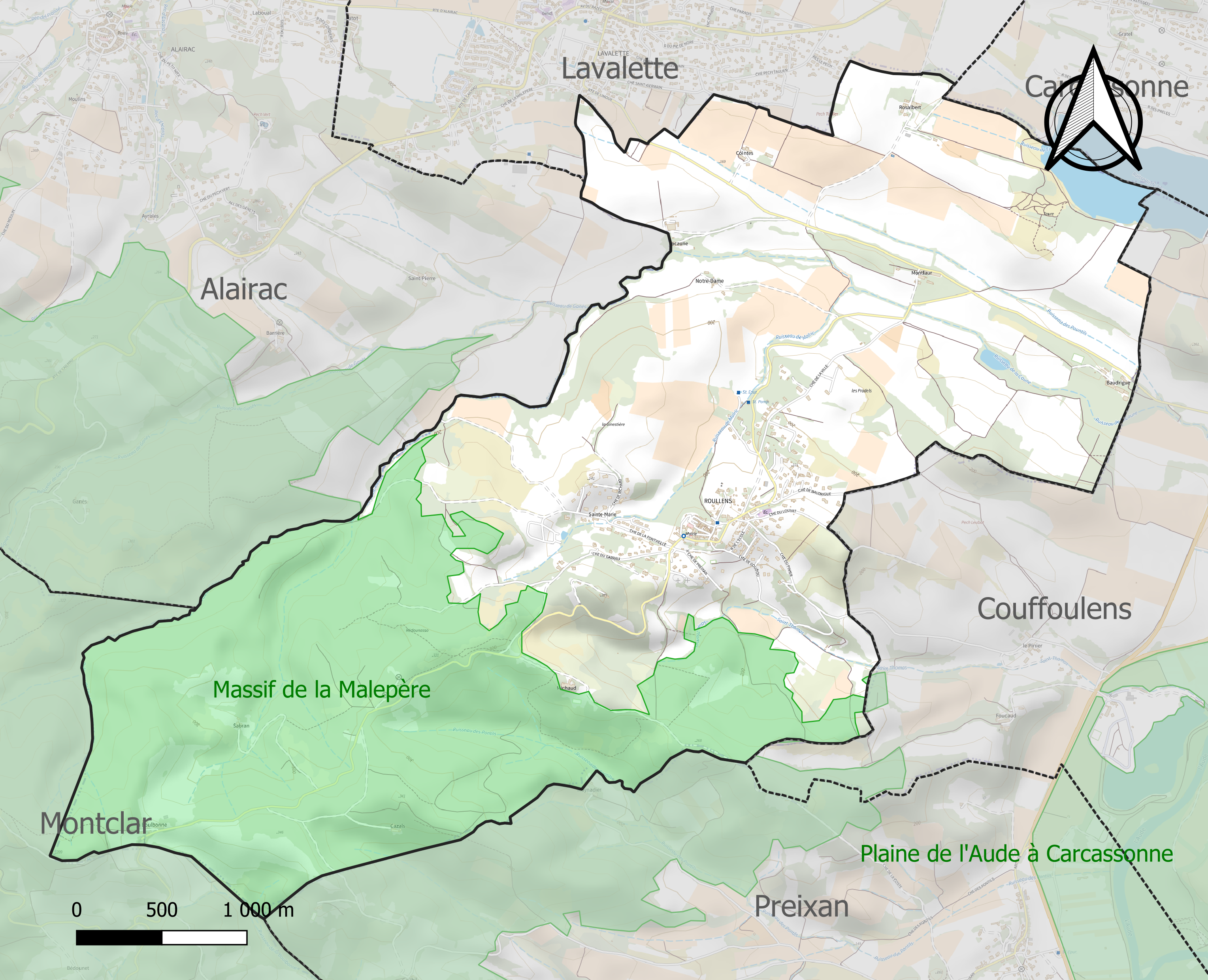
Carte de la ZNIEFF de type 1 localisée sur la commune.

L’inventaire des zones naturelles d'intérêt écologique, faunistique et floristique (ZNIEFF) a pour objectif de réaliser une couverture des zones les plus intéressantes sur le plan écologique, essentiellement dans la perspective d’améliorer la connaissance du patrimoine naturel national et de fournir aux différents décideurs un outil d’aide à la prise en compte de l’environnement dans l’aménagement du territoire.
Une ZNIEFF de type 1 est recensée sur la commune :
le « massif de la Malepère » (5 883 ha), couvrant 14 communes du département.

## Urbanisme

### Typologie
Au 1er janvier 2024, Roullens est catégorisée commune rurale à habitat dispersé, selon la nouvelle grille communale de densité à 7 niveaux définie par l'Insee en 2022.
Elle est située hors unité urbaine. Par ailleurs la commune fait partie de l'aire d'attraction de Carcassonne, dont elle est une commune de la couronne,. Cette aire, qui regroupe 115 communes, est catégorisée dans les aires de 50 000 à moins de 200 000 habitants,.

### Occupation des sols
L'occupation des sols de la commune, telle qu'elle ressort de la base de données européenne d’occupation biophysique des sols Corine Land Cover (CLC), est marquée par l'importance des territoires agricoles (59,9 % en 2018), en diminution par rapport à 1990 (63,1 %). La répartition détaillée en 2018 est la suivante : 
zones agricoles hétérogènes (38,7 %), forêts (33,7 %), cultures permanentes (21,2 %), zones urbanisées (5,2 %), eaux continentales (1,3 %). L'évolution de l’occupation des sols de la commune et de ses infrastructures peut être observée sur les différentes représentations cartographiques du territoire : la carte de Cassini (XVIIIe siècle), la carte d'état-major (1820-1866) et les cartes ou photos aériennes de l'IGN pour la période actuelle (1950 à aujourd'hui).

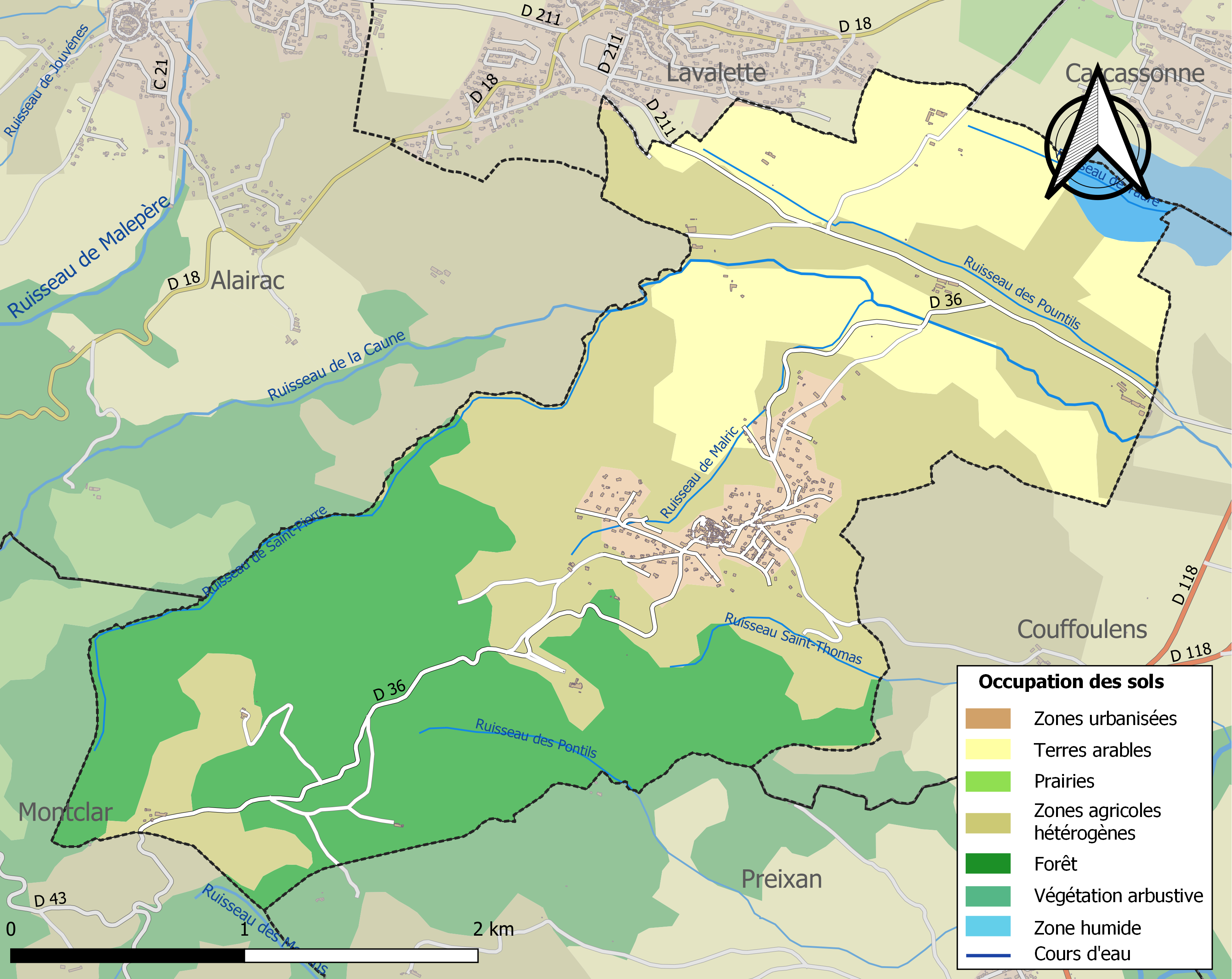
Carte des infrastructures et de l'occupation des sols de la commune en 2018 (CLC).

### Risques majeurs
Le territoire de la commune de Roullens est vulnérable à différents aléas naturels : météorologiques (tempête, orage, neige, grand froid, canicule ou sécheresse), feux de forêts et séisme (sismicité faible). Un site publié par le BRGM permet d'évaluer simplement et rapidement les risques d'un bien localisé soit par son adresse soit par le numéro de sa parcelle.

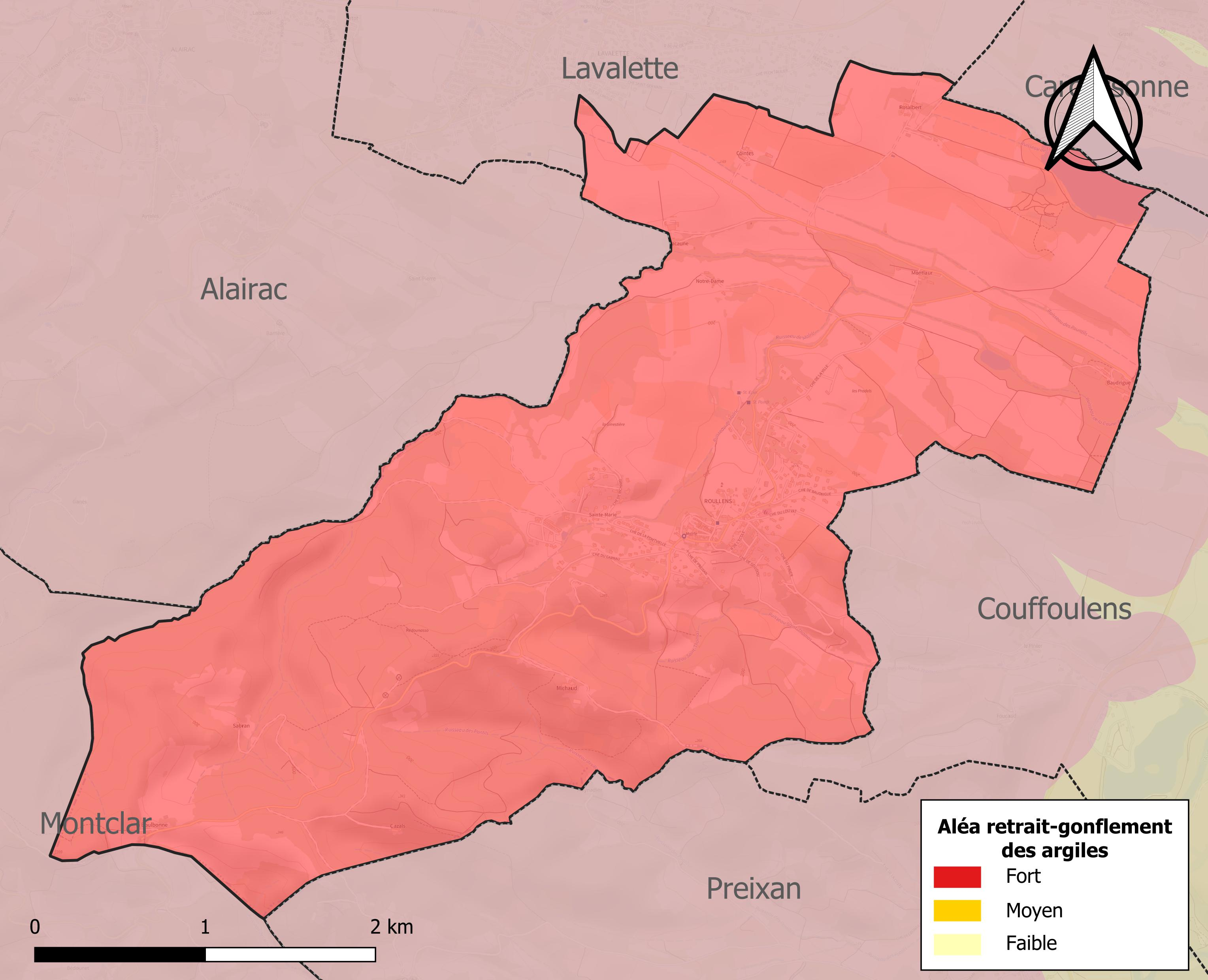
Carte des zones d'aléa retrait-gonflement des sols argileux de Roullens.

Le retrait-gonflement des sols argileux est susceptible d'engendrer des dommages importants aux bâtiments en cas d’alternance de périodes de sécheresse et de pluie. La totalité de la commune est en aléa moyen ou fort (75,2 % au niveau départemental et 48,5 % au niveau national). Sur les 245 bâtiments dénombrés sur la commune en 2019, 245 sont en aléa moyen ou fort, soit 100 %, à comparer aux 94 % au niveau départemental et 54 % au niveau national. Une cartographie de l'exposition du territoire national au retrait gonflement des sols argileux est disponible sur le site du BRGM,.

## Histoire
Roullens (Rollinchis - basse latinité) était une terre dépendante de la baronnie de Couffoulens. Cette baronnie fut échangée avec le Roy en 1296, par Guillaume de Voisins (v. Cartulaire de Carcassonne : t. 1er, pag. 176), et la terre de Roullens est mentionnée nominalement dans les actes de l'échange. Cette terre suivit, depuis cette époque, le sort de la baronnie de Couffoulens, c'est-à-dire qu'elle resta dans la maison de Voisins jusqu'à la fin du XVIe siècle (v. Cartulaire de Carcassonne, t. V. Couffoulens). Après avoir passé par diverses maisons durant le XVIIe siècle, la terre de Roullens fut acquise, au commencement du XVIIIe siècle, par la maison Castanier d'Auriac, et elle fut confisquée, en 1793, pour fait d'émigration, sur la tête de la marquise de Poulpry, dernière des Castanier de nos contrées.

### Le massacre du 19 août 1944

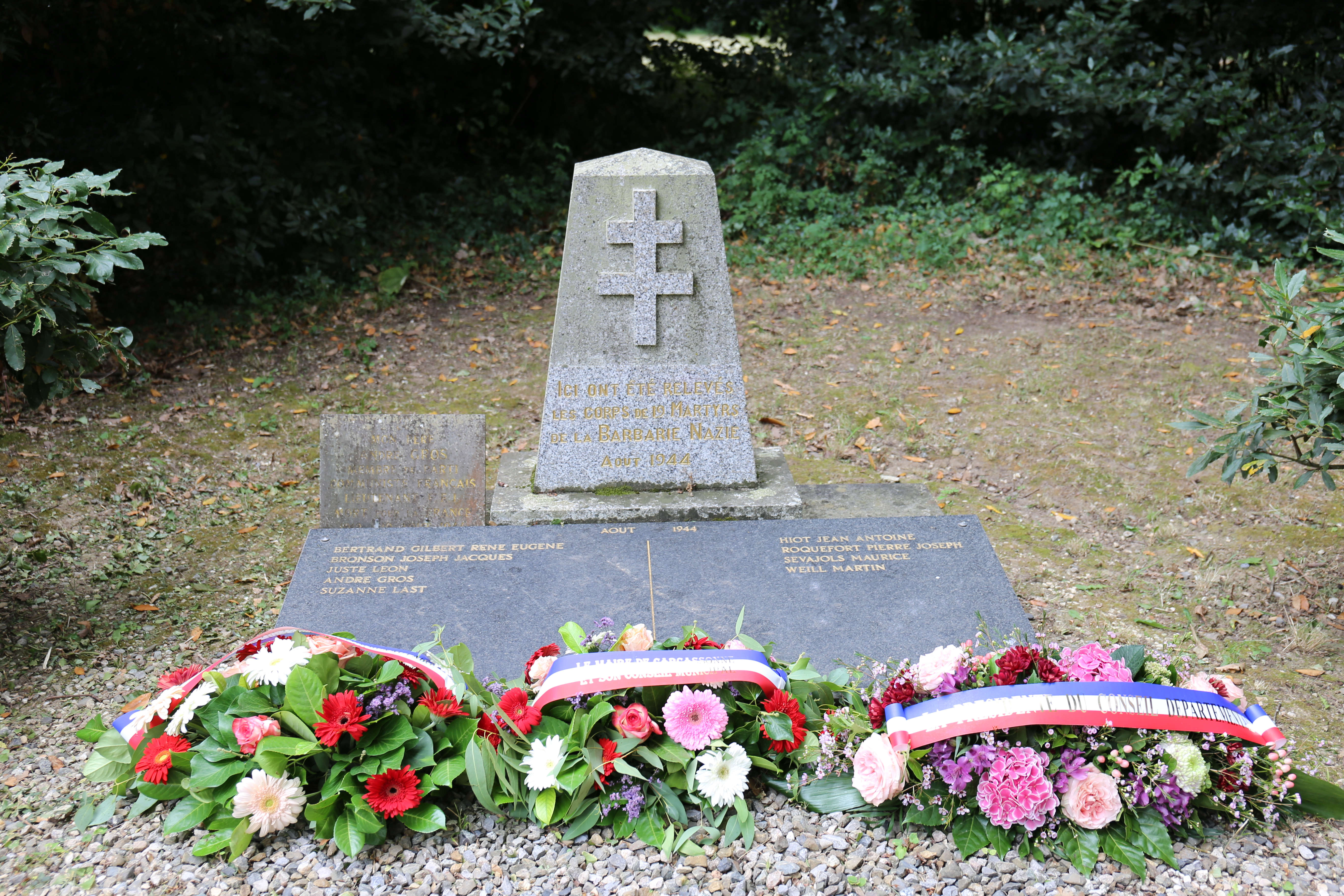
Stèle des martyrs dans la clairière de Baudrigue

Ce jour-là, les Allemands sur le départ font sortir 15 résistants de la maison d'arrêt de Carcassonne. Ils les amènent en autobus au domaine du château de Baudrigue sur la commune de Roullens. Après les avoir fusillé un par un, ils disposent leurs corps sur des dépôts de bombes et de munitions entreposées dans la clairière par la Luftwaffe. Vers onze heures, ils font sauter les dépôts. L'ensemble du domaine est ravagé par l'explosion dont les secousses sont ressenties à des kilomètres.
On ne retrouvera presque rien des corps des patriotes assassinés. Parmi eux se trouvaient : Jean Bringer   (chef des FFI de l'Aude), Aimé Ramond (Officier de paix du commissariat de Carcassonne), Jean Hiot, Léon Juste, Pierre Roquefort, Jacques Bronson, Martin Weill, Simon Batlle, Suzanne Last, Gilbert Bertrand, Maurice Sevajols, André Gros, René Avignon, André Torrent et une jeune femme inconnue.

### Église de Roullens
Patron : saint Jacques le majeur. - Autrefois, cure à la collation de l'évêque de Carcassonne ; aujourd'hui, succursale du doyenné de Montréal.
Curés de Roulens :
- An...- Jean Cathala.
- 1759.- Frère Andrieu, religieux prêtre de la Mercy, desservant.
- 1773.- Annet Garros.
- 1791-1811.- Jean-César Maleville, mort chanoine honoraire de Carcassonne, le 14 novembre 1827, âgé de 88 ans.
- 1835.- Jean-Pierre Poumairat, né le 2 mai 1789, mort à Verzeille, le 15 janvier 1852.
- 1838.- N… Serres, né en 1810.
- 1855.- N… Aybram, né en 1796.
- M. Jean Cathala, recteur de Roullens, établit anciennement (sans que nous sachions la date du titre) un obit dans l'église de Roullens. Par acte du 19 janvier 1773 (Peyre, notaire à Carcassonne), M. Annet Garros, curé de Roullens, en qualité de patron et collateur, confère le titre dudit obit à Étienne Hue, clerc tonsuré du diocèse de Carcassonne » (Viguerie, Annales de Carcassonne, t. II. mss. fol. 865.)
- Notre-Dame, église champêtre (carte du cadastre. mss.).
- Saint-Jammes (Saint-Jacques), église du cimetière :
- Saint-Sernin, ancien cimetière.

### Territoire de Roullens

#### Châteaux, églises, prieurés, fiefs, métairies, lieux bâtis, quartiers ruraux
- Las Banes ou Les Ganes, métairie.
- Barrausse, métairie.
- Baudrigue ou Braudigue, château et parc ; - ruisseau dont les eaux se jettent dans l'Aude.
  - An 1709.- Propriétaire, Pierre David, dit David-Baudrigue, lieutenant principal au présidial de Carcassonne (v. Cartulaire, t. VI : Carcassonne. Ville-basse : Familles et Citoyens). Pierre David fut assassiné le 3 décembre 1709, lorsqu'il venait d'entendre la messe à Villalbe, avec sa sœur Elisabeth ; son corps fut inhumé dans le cimetière de Roullens ; on lit sur sa pierre sépulcrale l'épitaphe suivante : « HIC JACET PETRUS DE DAVID REGIIS A CONSILIIS SENATOR ET PRÆTOR PRIMARIUS IN SENESCALLO CARCASSONENSI. - OBIIT ANNO M.DCC. IX. ». L'assassin obtint sa grâce par lettres du Roi, du mois de novembre 1711, lues et publiées à l'audience du sénéchal de Carcassonne, du 12 février 1712, et enregistrées en conséquence de la sentence sur l'entérinement, du 17 du dit mois et an (Viguerie. Annales de Carcassonne, t. II. mss. fol. 394). L'annaliste de Carcassonne ne mentionne ni le nom du meurtrier, ni le motif du meurtre.
  - .. Mr Castanier d'Auriac ; - marquise de Poulpry, née Castanier d'Auriac.
  - 17.. Le Sr Berlan, de Villalbe ; - contenance de l'époque : 25 cesterées 1 quarterée 2 coups 1/4, outre les bâtimens cours et pâtus (Carte mss. de l'époque. - Bibliothèque du château de Villardonnel).
  - .. Jean Dominique La Perrine-Baudrigue.
  - 1813 Guillaume-Dominique La Perrine-d'Hautpoul, député de l'Aude en 1827, fils du précédent.
  - 1847 Charles La Perrine, fils du précédent, propriétaire actuel, auquel on doit les principaux embellissements du château et du parc de Baudrigue. Armes de La Perrine : « d'argent à un tau de gueules » (Armorial général de d'Hozier. mss. Languedoc. généralité de Toulouse. - Bibliothèque imp. mss.)- v. Cartulaire. t. VI. Carcassonne. Ville-basse : Familles et Citoyens. V° La Perrine.
- Benazet, métairie dépendante de la terre de Lavax. - v. Montclar. Territoire. pag. 238 du Cartulaire.
- La Bolbone, métairie.
- La Caune, métairie. - Contenance, par extension dans la commune de Lavalette : 1858, cinquante-trois hectares cinquante-cinq ares quatre-vingt-sept (centi)ares. Propriétaire : 1858, héritiers Gourg. - Bois taillis, essence chêne blanc, labourage, vignes, ruisseau. - Quartiers ruraux : Plaine du Gouffre, - la Grave, - la Gravette, - Plaine de l'Horte, - Soulayras, - Lauzine.
- Cointes, métairie. - On trouve, en 1646, André Cointes, docteur, 1er consul de Carcassonne ; et en 1664, Jean Cointes, avocat, aussi 1er consul de Carcassonne (P. Bouges. Histoire de Carcassonne. Catalogue des consuls).
  - 17.. Propriétaire, Joseph Fos, de Maquens : contenance : 38 cesterées 1 quarterée 3 coups 1/4 (Carte mss. Bibliothèque du château de Villardonnel).
  - 1842. Propriétaire, M. l'abbé Vergnes, prêtre de Carcassonne ; - contenance, 35 hectares : - labourage, vigne, pré arrosable.
- Curade, métairie. – 18e siècle, propriétaire, Georges Mandoul ; contenance : 36 cesterées 2 quarterées 6 coups 1/4 (Carte mss. ut suprà).
- Grassin, métairie. - Contenance, 69 hectares 93 ares. - An 1844, propriétaire, dame Lebrau, veuve Michau ; - 1845, acquéreur, Antoine Alary, négociant à Carcassonne. - prix de licitation, 20,500 fr.
- Michaud, métairie (Carte du cadastre. mss.).
- Montlaur ou Saint-Joulia, métairie. – XVIIIe siècle, propriétaire, sieur Saurines, de Carcassonne ;  - 1854, M. J. Salières, négociant à Carcassonne. - Contenance, 110 hectares, avec extension sur les communes de Couffoulens et de Carcassonne : labourage de huit paires de bœufs. - distance de Carcassonne, 6 kilomètres. - céréales, bêtes à laine, vignoble.
- Sabran, métairie.
- - Deux moulins à vent. - v. église : Saint-James et Notre-Dame (ci-dessus).

| Las Escombes                 | Roubichou                 | Pech Mayou                |
| al Couyoul                   | Combe Roussaud            | Pech de la Borde          |
| San Peyre                    | Comitiès                  | Richard                   |
| Le col de la Mate et chemin  | Pech del Bassi            | Carré la Fon              |
| La Vignasse                  | Le Bosc del seigneur      | Mounis ou Fontanelle      |
| La Sausete                   | La Canal                  | Baraussel ou Bourrassé    |
| La Pourtelle                 | Le Garrau                 | Las Lebrès                |
| La Son                       | Berzeille                 | La Rouquette              |
| al Cayré                     | La Razette                | Pas du Montaut            |
| as Laudamus                  | Boudegui et chemin        | Taure                     |
| La Malmaridado               | as Bazeilles              | Fourmigous                |
| Peyrat                       | Pas de la fenno morto     | Las Fougastenes           |
| as Pignés                    | Las Planes                | La Pissarele ou al Cerbié |
| Goudou ou Gourdou            | La fon de Faure et chemin | Saint-Joulia              |
| Coume Peluse                 | Les Casals                | as Pradels                |
| Le Chartel et ruisseau       | Le Pas de Manaud          | La Bouchonade             |
| L'Issartel                   | Peyre plantado            | Le Peyra                  |
| Pech de Lasnieux             | Pech de la Gardie         | La coste de Gaisseux      |
| La Souque nègre              | Guilhardile               | Le Penal                  |
| Las Taichonières et ruisseau | Freziers                  | Las Carrieres             |
| Banquefrège                  | Pech Oulier               | Las Cassaignes            |